# Coralliophila scalariformis
Coralliophila scalariformis är en snäckart som först beskrevs av Jean-Baptiste Lamarck 1822.  Coralliophila scalariformis ingår i släktet Coralliophila och familjen Coralliophilidae. Inga underarter finns listade i Catalogue of Life.